# Tirreno-Adriático 2016
La 51.ª edición de la competición ciclista Tirreno-Adriático se celebra en Italia entre el 9 y el 15 de marzo de 2016.
Formó parte del UCI WorldTour 2016, calendario ciclístico de máximo nivel mundial, siendo la tercera carrera de dicho circuito.
El ganador final fue Greg Van Avermaet quien se hizo con la 6.ª etapa consiguiendo una ventaja suficiente como para alzarse con la victoria. Completaron el podio Peter Sagan (vencedor de la clasificación por puntos) y Bob Jungels (ganador de la clasificación de los jóvenes), respectivamente. Estos corredores se vieron beneficiados por la anulación de la etapa reina, la 5.ª, de hecho esos tres corredores estaban entre los 4 primeros de la clasificación general al finalizar la 6.ª etapa que es la que produjo mayores diferencias. 
En la otra clasificación secundaria se impuso Cesare Benedetti (montaña) y Etixx-Quick Step (equipos).

## Equipos participantes
Tomaron parte en la carrera 23 equipos: los 18 de categoría UCI ProTeam (al ser obligada su participación); más 5 de categoría Profesional Continental invitados pro la organización (Androni Giocattoli-Sidermec, Bardiani CSF, Bora-Argon 18, Caja Rural-Seguros RGA y CCC Sprandi Polkowice). Formando así un pelotón de 184 ciclistas, de 8 corredores cada equipo, de los que acabaron 175. Los equipos participantes fueron:
| WorldTeams (18)- AG2R La Mondiale - Astana - BMC Racing Team - Cannondale - Dimension Data - Etixx-Quick Step - FDJ - Giant-Alpecin - IAM Cycling - Katusha - Lampre-Merida - Lotto NL-Jumbo - Lotto-Soudal - Movistar Team - Orica-GreenEDGE - Sky - Tinkoff - Trek-Segafredo Equipos continentales profesionales (5)- Androni Giocattoli-Sidermec - Bardiani CSF - Bora-Argon 18 - Caja Rural-Seguros RGA - CCC Sprandi Polkowice |
| |

## Recorrido
La Tirreno-Adriático dispuso de siete etapas para un recorrido total de 1019,8 kilómetros.
| Etapa     | Fecha     | Recorrido                                           | type                     | Distancia (km) | Ganador           | Líder             |
| --------- | --------- | --------------------------------------------------- | ------------------------ | -------------- | ----------------- | ----------------- |
| 1.ª etapa | 9 de mar  | Lido di Camaiore – Lido di Camaiore                 | contrarreloj por equipos | 22,7           | BMC Racing Team   | Daniel Oss        |
| 2.ª etapa | 10 de mar | Camaiore – Pomarance                                | etapa escarpada          | 207            | Zdeněk Štybar     | Zdeněk Štybar     |
| 3.ª etapa | 11 de mar | Castelnuovo di Val di Cecina – Montalto di Castro   | etapa llana              | 176            | Fernando Gaviria  | Zdeněk Štybar     |
| 4.ª etapa | 12 de mar | Montalto di Castro – Foligno                        | etapa escarpada          | 222            | Stephen Cummings  | Zdeněk Štybar     |
| 5.ª etapa | 13 de mar | Foligno – Monte San Vicino                          | etapa de montaña         | 178            | etapa cancelada   | Zdeněk Štybar     |
| 6.ª etapa | 14 de mar | Castelraimondo – Cepagatti                          | etapa escarpada          | 210            | Greg Van Avermaet | Greg Van Avermaet |
| 7.ª etapa | 15 de mar | San Benedetto del Tronto – San Benedetto del Tronto | contrarreloj individual  | 10,1           | Fabian Cancellara | Greg Van Avermaet |

## Desarrollo de la carrera

### 1.ª etapa
| \| Clasificación de la etapa \| Clasificación de la etapa \| Clasificación de la etapa \| Clasificación de la etapa \| Clasificación de la etapa \| Clasificación de la etapa \| \| Equipo \| Equipo \| Tiempo \| Diferencia \| Promedio \| \| \| ------------------------- \| ------------------------- \| ------------------------- \| ------------------------- \| ------------------------- \| ------------------------- \| \| 1.º \| BMC Racing Team \| 23 min 55 s \| \| \| \| \| 2.º \| Etixx-Quick Step \| \| + 2 s \| \| \| \| 3.º \| FDJ \| \| + 9 s \| \| \| \| 4.º \| Tinkoff \| \| + 11 s \| \| \| \| 5.º \| IAM Cycling \| \| + 12 s \| \| \| \| 6.º \| Astana \| \| + 15 s \| \| \| \| 7.º \| Trek-Segafredo \| \| + 17 s \| \| \| \| 8.º \| Sky \| \| + 21 s \| \| \| \| 9.º \| Orica-GreenEDGE \| \| + 25 s \| \| \| \| 10.º \| Movistar Team \| \| + 29 s \| \| \| |                  |             |            |          |
| |                  |             |            |          |
| Fuente: ProCyclingStats |                  |             |            |          |
| Clasificación de la etapa |                  |             |            |          |
| Equipo | Equipo           | Tiempo      | Diferencia | Promedio |
| 1.º | BMC Racing Team  | 23 min 55 s |            |          |
| 2.º | Etixx-Quick Step |             | + 2 s      |          |
| 3.º | FDJ              |             | + 9 s      |          |
| 4.º | Tinkoff          |             | + 11 s     |          |
| 5.º | IAM Cycling      |             | + 12 s     |          |
| 6.º | Astana           |             | + 15 s     |          |
| 7.º | Trek-Segafredo   |             | + 17 s     |          |
| 8.º | Sky              |             | + 21 s     |          |
| 9.º | Orica-GreenEDGE  |             | + 25 s     |          |
| 10.º | Movistar Team    |             | + 29 s     |          |

| \| Clasificación general \| Clasificación general \| Clasificación general \| Clasificación general \| Clasificación general \| \| Ciclista \| Ciclista \| Equipo \| Tiempo \| \| \| --------------------- \| --------------------- \| --------------------- \| --------------------- \| --------------------- \| \| 1.º \| Daniel Oss \| BMC Racing Team \| 22 min 55 s \| \| \| 2.º \| Tejay van Garderen \| BMC Racing Team \| + 0 s \| \| \| 3.º \| Greg Van Avermaet \| BMC Racing Team \| + 0 s \| \| \| 4.º \| Taylor Phinney \| BMC Racing Team \| + 0 s \| \| \| 5.º \| Manuel Quinziato \| BMC Racing Team \| + 0 s \| \| \| 6.º \| Damiano Caruso \| BMC Racing Team \| + 0 s \| \| \| 7.º \| Gianluca Brambilla \| Etixx-Quick Step \| + 2 s \| \| \| 8.º \| Yves Lampaert \| Etixx-Quick Step \| + 2 s \| \| \| 9.º \| Bob Jungels \| Etixx-Quick Step \| + 2 s \| \| \| 10.º \| Zdeněk Štybar \| Etixx-Quick Step \| + 2 s \| \| |                    |                  |             |
| |                    |                  |             |
| Fuente: ProCyclingStats |                    |                  |             |
| Clasificación general |                    |                  |             |
| Ciclista | Ciclista           | Equipo           | Tiempo      |
| 1.º | Daniel Oss         | BMC Racing Team  | 22 min 55 s |
| 2.º | Tejay van Garderen | BMC Racing Team  | + 0 s       |
| 3.º | Greg Van Avermaet  | BMC Racing Team  | + 0 s       |
| 4.º | Taylor Phinney     | BMC Racing Team  | + 0 s       |
| 5.º | Manuel Quinziato   | BMC Racing Team  | + 0 s       |
| 6.º | Damiano Caruso     | BMC Racing Team  | + 0 s       |
| 7.º | Gianluca Brambilla | Etixx-Quick Step | + 2 s       |
| 8.º | Yves Lampaert      | Etixx-Quick Step | + 2 s       |
| 9.º | Bob Jungels        | Etixx-Quick Step | + 2 s       |
| 10.º | Zdeněk Štybar      | Etixx-Quick Step | + 2 s       |

### 2.ª etapa
| \| Clasificación de la etapa \| Clasificación de la etapa \| Clasificación de la etapa \| Clasificación de la etapa \| Clasificación de la etapa \| \| Ciclista \| Ciclista \| Equipo \| Tiempo \| \| \| ------------------------- \| ------------------------- \| ------------------------- \| ------------------------- \| ------------------------- \| \| 1.º \| Zdeněk Štybar \| Etixx-Quick Step \| 5 h 10 min 03 s \| \| \| 2.º \| Peter Sagan \| Tinkoff \| + 1 s \| \| \| 3.º \| Edvald Boasson Hagen \| Dimension Data \| + 1 s \| \| \| 4.º \| Simon Clarke \| Cannondale \| + 1 s \| \| \| 5.º \| Alejandro Valverde \| Movistar Team \| + 1 s \| \| \| 6.º \| Vincenzo Nibali \| Astana \| + 1 s \| \| \| 7.º \| Greg Van Avermaet \| BMC Racing Team \| + 1 s \| \| \| 8.º \| Tiesj Benoot \| Lotto-Soudal \| + 1 s \| \| \| 9.º \| Michał Kwiatkowski \| Team Sky \| + 1 s \| \| \| 10.º \| Gianluca Brambilla \| Etixx-Quick Step \| + 1 s \| \| |                      |                  |                 |
| |                      |                  |                 |
| Fuente: ProCyclingStats |                      |                  |                 |
| Clasificación de la etapa |                      |                  |                 |
| Ciclista | Ciclista             | Equipo           | Tiempo          |
| 1.º | Zdeněk Štybar        | Etixx-Quick Step | 5 h 10 min 03 s |
| 2.º | Peter Sagan          | Tinkoff          | + 1 s           |
| 3.º | Edvald Boasson Hagen | Dimension Data   | + 1 s           |
| 4.º | Simon Clarke         | Cannondale       | + 1 s           |
| 5.º | Alejandro Valverde   | Movistar Team    | + 1 s           |
| 6.º | Vincenzo Nibali      | Astana           | + 1 s           |
| 7.º | Greg Van Avermaet    | BMC Racing Team  | + 1 s           |
| 8.º | Tiesj Benoot         | Lotto-Soudal     | + 1 s           |
| 9.º | Michał Kwiatkowski   | Team Sky         | + 1 s           |
| 10.º | Gianluca Brambilla   | Etixx-Quick Step | + 1 s           |

| \| Clasificación general \| Clasificación general \| Clasificación general \| Clasificación general \| Clasificación general \| \| Ciclista \| Ciclista \| Equipo \| Tiempo \| \| \| --------------------- \| --------------------- \| --------------------- \| --------------------- \| --------------------- \| \| 1.º \| Zdeněk Štybar \| Etixx-Quick Step \| 5 h 33 min 50 s \| \| \| 2.º \| Greg Van Avermaet \| BMC Racing Team \| + 9 s \| \| \| 3.º \| Tejay van Garderen \| BMC Racing Team \| + 9 s \| \| \| 4.º \| Damiano Caruso \| BMC Racing Team \| + 9 s \| \| \| 5.º \| Daniel Oss \| BMC Racing Team \| + 9 s \| \| \| 6.º \| Gianluca Brambilla \| Etixx-Quick Step \| + 11 s \| \| \| 7.º \| Bob Jungels \| Etixx-Quick Step \| + 11 s \| \| \| 8.º \| Peter Sagan \| Tinkoff \| + 14 s \| \| \| 9.º \| Thibaut Pinot \| FDJ \| + 18 s \| \| \| 10.º \| Sébastien Reichenbach \| FDJ \| + 18 s \| \| |                       |                  |                 |
| |                       |                  |                 |
| Fuente: ProCyclingStats |                       |                  |                 |
| Clasificación general |                       |                  |                 |
| Ciclista | Ciclista              | Equipo           | Tiempo          |
| 1.º | Zdeněk Štybar         | Etixx-Quick Step | 5 h 33 min 50 s |
| 2.º | Greg Van Avermaet     | BMC Racing Team  | + 9 s           |
| 3.º | Tejay van Garderen    | BMC Racing Team  | + 9 s           |
| 4.º | Damiano Caruso        | BMC Racing Team  | + 9 s           |
| 5.º | Daniel Oss            | BMC Racing Team  | + 9 s           |
| 6.º | Gianluca Brambilla    | Etixx-Quick Step | + 11 s          |
| 7.º | Bob Jungels           | Etixx-Quick Step | + 11 s          |
| 8.º | Peter Sagan           | Tinkoff          | + 14 s          |
| 9.º | Thibaut Pinot         | FDJ              | + 18 s          |
| 10.º | Sébastien Reichenbach | FDJ              | + 18 s          |

### 3.ª etapa
| \| Clasificación de la etapa \| Clasificación de la etapa \| Clasificación de la etapa \| Clasificación de la etapa \| Clasificación de la etapa \| \| Ciclista \| Ciclista \| Equipo \| Tiempo \| \| \| ------------------------- \| ------------------------- \| ------------------------- \| ------------------------- \| ------------------------- \| \| 1.º \| Fernando Gaviria \| Etixx-Quick Step \| 4 h 17 min 28 s \| \| \| 2.º \| Caleb Ewan \| Orica-GreenEDGE \| + 0 s \| \| \| 3.º \| Elia Viviani \| Team Sky \| + 0 s \| \| \| 4.º \| Peter Sagan \| Tinkoff \| + 0 s \| \| \| 5.º \| Leigh Howard \| IAM Cycling \| + 0 s \| \| \| 6.º \| Giacomo Nizzolo \| Trek-Segafredo \| + 0 s \| \| \| 7.º \| Zico Waeytens \| Giant-Alpecin \| + 0 s \| \| \| 8.º \| Sacha Modolo \| Lampre-Merida \| + 0 s \| \| \| 9.º \| Moreno Hofland \| LottoNL-Jumbo \| + 0 s \| \| \| 10.º \| Nikias Arndt \| Giant-Alpecin \| + 0 s \| \| |                  |                  |                 |
| |                  |                  |                 |
| Fuente: ProCyclingStats |                  |                  |                 |
| Clasificación de la etapa |                  |                  |                 |
| Ciclista | Ciclista         | Equipo           | Tiempo          |
| 1.º | Fernando Gaviria | Etixx-Quick Step | 4 h 17 min 28 s |
| 2.º | Caleb Ewan       | Orica-GreenEDGE  | + 0 s           |
| 3.º | Elia Viviani     | Team Sky         | + 0 s           |
| 4.º | Peter Sagan      | Tinkoff          | + 0 s           |
| 5.º | Leigh Howard     | IAM Cycling      | + 0 s           |
| 6.º | Giacomo Nizzolo  | Trek-Segafredo   | + 0 s           |
| 7.º | Zico Waeytens    | Giant-Alpecin    | + 0 s           |
| 8.º | Sacha Modolo     | Lampre-Merida    | + 0 s           |
| 9.º | Moreno Hofland   | LottoNL-Jumbo    | + 0 s           |
| 10.º | Nikias Arndt     | Giant-Alpecin    | + 0 s           |

| \| Clasificación general \| Clasificación general \| Clasificación general \| Clasificación general \| Clasificación general \| \| Ciclista \| Ciclista \| Equipo \| Tiempo \| \| \| --------------------- \| --------------------- \| --------------------- \| --------------------- \| --------------------- \| \| 1.º \| Zdeněk Štybar \| Etixx-Quick Step \| 9 h 51 min 18 s \| \| \| 2.º \| Damiano Caruso \| BMC Racing Team \| + 9 s \| \| \| 3.º \| Daniel Oss \| BMC Racing Team \| + 9 s \| \| \| 4.º \| Tejay van Garderen \| BMC Racing Team \| + 9 s \| \| \| 5.º \| Greg Van Avermaet \| BMC Racing Team \| + 9 s \| \| \| 6.º \| Gianluca Brambilla \| Etixx-Quick Step \| + 11 s \| \| \| 7.º \| Bob Jungels \| Etixx-Quick Step \| + 11 s \| \| \| 8.º \| Peter Sagan \| Tinkoff \| + 14 s \| \| \| 9.º \| Thibaut Pinot \| FDJ \| + 18 s \| \| \| 10.º \| Sébastien Reichenbach \| FDJ \| + 18 s \| \| |                       |                  |                 |
| |                       |                  |                 |
| Fuente: ProCyclingStats |                       |                  |                 |
| Clasificación general |                       |                  |                 |
| Ciclista | Ciclista              | Equipo           | Tiempo          |
| 1.º | Zdeněk Štybar         | Etixx-Quick Step | 9 h 51 min 18 s |
| 2.º | Damiano Caruso        | BMC Racing Team  | + 9 s           |
| 3.º | Daniel Oss            | BMC Racing Team  | + 9 s           |
| 4.º | Tejay van Garderen    | BMC Racing Team  | + 9 s           |
| 5.º | Greg Van Avermaet     | BMC Racing Team  | + 9 s           |
| 6.º | Gianluca Brambilla    | Etixx-Quick Step | + 11 s          |
| 7.º | Bob Jungels           | Etixx-Quick Step | + 11 s          |
| 8.º | Peter Sagan           | Tinkoff          | + 14 s          |
| 9.º | Thibaut Pinot         | FDJ              | + 18 s          |
| 10.º | Sébastien Reichenbach | FDJ              | + 18 s          |

### 4.ª etapa
| \| Clasificación de la etapa \| Clasificación de la etapa \| Clasificación de la etapa \| Clasificación de la etapa \| Clasificación de la etapa \| \| Ciclista \| Ciclista \| Equipo \| Tiempo \| \| \| ------------------------- \| ------------------------- \| ------------------------- \| ------------------------- \| ------------------------- \| \| 1.º \| Stephen Cummings \| Dimension Data \| 6 h 04 min 49 s \| \| \| 2.º \| Salvatore Puccio \| Team Sky \| + 13 s \| \| \| 3.º \| Natnael Berhane \| Dimension Data \| + 13 s \| \| \| 4.º \| Dani Moreno \| Movistar Team \| + 13 s \| \| \| 5.º \| Jan Bakelants \| AG2R La Mondiale \| + 13 s \| \| \| 6.º \| Matteo Montaguti \| AG2R La Mondiale \| + 16 s \| \| \| 7.º \| Peter Sagan \| Tinkoff \| + 25 s \| \| \| 8.º \| Greg Van Avermaet \| BMC Racing Team \| + 25 s \| \| \| 9.º \| Tiesj Benoot \| Lotto-Soudal \| + 25 s \| \| \| 10.º \| Zdeněk Štybar \| Etixx-Quick Step \| + 25 s \| \| |                   |                  |                 |
| |                   |                  |                 |
| Fuente: ProCyclingStats |                   |                  |                 |
| Clasificación de la etapa |                   |                  |                 |
| Ciclista | Ciclista          | Equipo           | Tiempo          |
| 1.º | Stephen Cummings  | Dimension Data   | 6 h 04 min 49 s |
| 2.º | Salvatore Puccio  | Team Sky         | + 13 s          |
| 3.º | Natnael Berhane   | Dimension Data   | + 13 s          |
| 4.º | Dani Moreno       | Movistar Team    | + 13 s          |
| 5.º | Jan Bakelants     | AG2R La Mondiale | + 13 s          |
| 6.º | Matteo Montaguti  | AG2R La Mondiale | + 16 s          |
| 7.º | Peter Sagan       | Tinkoff          | + 25 s          |
| 8.º | Greg Van Avermaet | BMC Racing Team  | + 25 s          |
| 9.º | Tiesj Benoot      | Lotto-Soudal     | + 25 s          |
| 10.º | Zdeněk Štybar     | Etixx-Quick Step | + 25 s          |

| \| Clasificación general \| Clasificación general \| Clasificación general \| Clasificación general \| Clasificación general \| \| Ciclista \| Ciclista \| Equipo \| Tiempo \| \| \| --------------------- \| --------------------- \| --------------------- \| --------------------- \| --------------------- \| \| 1.º \| Zdeněk Štybar \| Etixx-Quick Step \| 9 h 51 min 18 s \| \| \| 2.º \| Damiano Caruso \| BMC Racing Team \| + 9 s \| \| \| 3.º \| Greg Van Avermaet \| BMC Racing Team \| + 9 s \| \| \| 4.º \| Tejay van Garderen \| BMC Racing Team \| + 9 s \| \| \| 5.º \| Bob Jungels \| Etixx-Quick Step \| + 11 s \| \| \| 6.º \| Gianluca Brambilla \| Etixx-Quick Step \| + 11 s \| \| \| 7.º \| Peter Sagan \| Tinkoff \| + 14 s \| \| \| 8.º \| Thibaut Pinot \| FDJ \| + 18 s \| \| \| 9.º \| Sébastien Reichenbach \| FDJ \| + 18 s \| \| \| 10.º \| Roman Kreuziger \| Tinkoff \| + 20 s \| \| |                       |                  |                 |
| |                       |                  |                 |
| Fuente: ProCyclingStats |                       |                  |                 |
| Clasificación general |                       |                  |                 |
| Ciclista | Ciclista              | Equipo           | Tiempo          |
| 1.º | Zdeněk Štybar         | Etixx-Quick Step | 9 h 51 min 18 s |
| 2.º | Damiano Caruso        | BMC Racing Team  | + 9 s           |
| 3.º | Greg Van Avermaet     | BMC Racing Team  | + 9 s           |
| 4.º | Tejay van Garderen    | BMC Racing Team  | + 9 s           |
| 5.º | Bob Jungels           | Etixx-Quick Step | + 11 s          |
| 6.º | Gianluca Brambilla    | Etixx-Quick Step | + 11 s          |
| 7.º | Peter Sagan           | Tinkoff          | + 14 s          |
| 8.º | Thibaut Pinot         | FDJ              | + 18 s          |
| 9.º | Sébastien Reichenbach | FDJ              | + 18 s          |
| 10.º | Roman Kreuziger       | Tinkoff          | + 20 s          |

### 5.ª etapa
En cumplimiento del Protocolo de Extremas Condiciones Meteorológicas, la 5.ª etapa fue cancelada debido a las condiciones de nieve en la meta de Monte San Vicino.

### 6.ª etapa
| \| Clasificación de la etapa \| Clasificación de la etapa \| Clasificación de la etapa \| Clasificación de la etapa \| Clasificación de la etapa \| \| Ciclista \| Ciclista \| Equipo \| Tiempo \| \| \| ------------------------- \| ------------------------- \| ------------------------- \| ------------------------- \| ------------------------- \| \| 1.º \| Greg Van Avermaet \| BMC Racing Team \| 4 h 34 min 14 s \| \| \| 2.º \| Peter Sagan \| Tinkoff \| + 0 s \| \| \| 3.º \| Michał Kwiatkowski \| Team Sky \| + 2 s \| \| \| 4.º \| Zdeněk Štybar \| Etixx-Quick Step \| + 4 s \| \| \| 5.º \| Caleb Ewan \| Orica-GreenEDGE \| + 7 s \| \| \| 6.º \| Alejandro Valverde \| Movistar Team \| + 7 s \| \| \| 7.º \| Sacha Modolo \| Lampre-Merida \| + 7 s \| \| \| 8.º \| Jürgen Roelandts \| Lotto-Soudal \| + 7 s \| \| \| 9.º \| Sonny Colbrelli \| Bardiani CSF \| + 7 s \| \| \| 10.º \| Moreno Hofland \| LottoNL-Jumbo \| + 7 s \| \| |                    |                  |                 |
| |                    |                  |                 |
| Fuente: ProCyclingStats |                    |                  |                 |
| Clasificación de la etapa |                    |                  |                 |
| Ciclista | Ciclista           | Equipo           | Tiempo          |
| 1.º | Greg Van Avermaet  | BMC Racing Team  | 4 h 34 min 14 s |
| 2.º | Peter Sagan        | Tinkoff          | + 0 s           |
| 3.º | Michał Kwiatkowski | Team Sky         | + 2 s           |
| 4.º | Zdeněk Štybar      | Etixx-Quick Step | + 4 s           |
| 5.º | Caleb Ewan         | Orica-GreenEDGE  | + 7 s           |
| 6.º | Alejandro Valverde | Movistar Team    | + 7 s           |
| 7.º | Sacha Modolo       | Lampre-Merida    | + 7 s           |
| 8.º | Jürgen Roelandts   | Lotto-Soudal     | + 7 s           |
| 9.º | Sonny Colbrelli    | Bardiani CSF     | + 7 s           |
| 10.º | Moreno Hofland     | LottoNL-Jumbo    | + 7 s           |

| \| Clasificación general \| Clasificación general \| Clasificación general \| Clasificación general \| Clasificación general \| \| Ciclista \| Ciclista \| Equipo \| Tiempo \| \| \| --------------------- \| --------------------- \| --------------------- \| --------------------- \| --------------------- \| \| 1.º \| Greg Van Avermaet \| BMC Racing Team \| 20 h 30 min 43 s \| \| \| 2.º \| Zdeněk Štybar \| Etixx-Quick Step \| + 7 s \| \| \| 3.º \| Peter Sagan \| Tinkoff \| + 8 s \| \| \| 4.º \| Bob Jungels \| Etixx-Quick Step \| + 21 s \| \| \| 5.º \| Gianluca Brambilla \| Etixx-Quick Step \| + 21 s \| \| \| 6.º \| Thibaut Pinot \| FDJ \| + 28 s \| \| \| 7.º \| Sébastien Reichenbach \| FDJ \| + 28 s \| \| \| 8.º \| Roman Kreuziger \| Tinkoff \| + 30 s \| \| \| 9.º \| Michał Kwiatkowski \| Team Sky \| + 31 s \| \| \| 10.º \| Vincenzo Nibali \| Astana \| + 34 s \| \| |                       |                  |                  |
| |                       |                  |                  |
| Fuente: ProCyclingStats |                       |                  |                  |
| Clasificación general |                       |                  |                  |
| Ciclista | Ciclista              | Equipo           | Tiempo           |
| 1.º | Greg Van Avermaet     | BMC Racing Team  | 20 h 30 min 43 s |
| 2.º | Zdeněk Štybar         | Etixx-Quick Step | + 7 s            |
| 3.º | Peter Sagan           | Tinkoff          | + 8 s            |
| 4.º | Bob Jungels           | Etixx-Quick Step | + 21 s           |
| 5.º | Gianluca Brambilla    | Etixx-Quick Step | + 21 s           |
| 6.º | Thibaut Pinot         | FDJ              | + 28 s           |
| 7.º | Sébastien Reichenbach | FDJ              | + 28 s           |
| 8.º | Roman Kreuziger       | Tinkoff          | + 30 s           |
| 9.º | Michał Kwiatkowski    | Team Sky         | + 31 s           |
| 10.º | Vincenzo Nibali       | Astana           | + 34 s           |

### 7.ª etapa
| \| Clasificación de la etapa \| Clasificación de la etapa \| Clasificación de la etapa \| Clasificación de la etapa \| Clasificación de la etapa \| \| Ciclista \| Ciclista \| Equipo \| Tiempo \| \| \| ------------------------- \| ------------------------- \| ------------------------- \| ------------------------- \| ------------------------- \| \| 1.º \| Fabian Cancellara \| Trek-Segafredo \| 11 min 08 s \| \| \| 2.º \| Johan Le Bon \| FDJ \| + 13 s \| \| \| 3.º \| Tony Martin \| Etixx-Quick Step \| + 15 s \| \| \| 4.º \| Alex Dowsett \| Movistar Team \| + 15 s \| \| \| 5.º \| Maciej Bodnar \| Tinkoff \| + 17 s \| \| \| 6.º \| Alexandre Geniez \| FDJ \| + 18 s \| \| \| 7.º \| Edvald Boasson Hagen \| Dimension Data \| + 19 s \| \| \| 8.º \| Vasil Kiryienka \| Team Sky \| + 20 s \| \| \| 9.º \| Damiano Caruso \| BMC Racing Team \| + 22 s \| \| \| 10.º \| Peter Sagan \| Tinkoff \| + 24 s \| \| |                      |                  |             |
| |                      |                  |             |
| Fuente: ProCyclingStats |                      |                  |             |
| Clasificación de la etapa |                      |                  |             |
| Ciclista | Ciclista             | Equipo           | Tiempo      |
| 1.º | Fabian Cancellara    | Trek-Segafredo   | 11 min 08 s |
| 2.º | Johan Le Bon         | FDJ              | + 13 s      |
| 3.º | Tony Martin          | Etixx-Quick Step | + 15 s      |
| 4.º | Alex Dowsett         | Movistar Team    | + 15 s      |
| 5.º | Maciej Bodnar        | Tinkoff          | + 17 s      |
| 6.º | Alexandre Geniez     | FDJ              | + 18 s      |
| 7.º | Edvald Boasson Hagen | Dimension Data   | + 19 s      |
| 8.º | Vasil Kiryienka      | Team Sky         | + 20 s      |
| 9.º | Damiano Caruso       | BMC Racing Team  | + 22 s      |
| 10.º | Peter Sagan          | Tinkoff          | + 24 s      |

## Clasificaciones finales
- Las clasificaciones finalizaron de la siguiente forma:[11]

### Clasificación general
| \| Clasificación general \| Clasificación general \| Clasificación general \| Clasificación general \| Clasificación general \| \| Ciclista \| Ciclista \| Equipo \| Tiempo \| \| \| --------------------- \| --------------------- \| --------------------- \| --------------------- \| --------------------- \| \| 1.º \| Greg Van Avermaet \| BMC Racing Team \| 20 h 42 min 22 s \| \| \| 2.º \| Peter Sagan \| Tinkoff \| + 1 s \| \| \| 3.º \| Bob Jungels \| Etixx-Quick Step \| + 23 s \| \| \| 4.º \| Sébastien Reichenbach \| FDJ \| + 24 s \| \| \| 5.º \| Thibaut Pinot \| FDJ \| + 24 s \| \| \| 6.º \| Vincenzo Nibali \| Astana \| + 29 s \| \| \| 7.º \| Zdeněk Štybar \| Etixx-Quick Step \| + 33 s \| \| \| 8.º \| Michał Kwiatkowski \| Team Sky \| + 39 s \| \| \| 9.º \| Bauke Mollema \| Trek-Segafredo \| + 45 s \| \| \| 10.º \| Roman Kreuziger \| Tinkoff \| + 48 s \| \| |                       |                  |                  |
| |                       |                  |                  |
| Fuentes: ProCyclingStats Cycling Quotient Cycling Archives |                       |                  |                  |
| Clasificación general |                       |                  |                  |
| Ciclista | Ciclista              | Equipo           | Tiempo           |
| 1.º | Greg Van Avermaet     | BMC Racing Team  | 20 h 42 min 22 s |
| 2.º | Peter Sagan           | Tinkoff          | + 1 s            |
| 3.º | Bob Jungels           | Etixx-Quick Step | + 23 s           |
| 4.º | Sébastien Reichenbach | FDJ              | + 24 s           |
| 5.º | Thibaut Pinot         | FDJ              | + 24 s           |
| 6.º | Vincenzo Nibali       | Astana           | + 29 s           |
| 7.º | Zdeněk Štybar         | Etixx-Quick Step | + 33 s           |
| 8.º | Michał Kwiatkowski    | Team Sky         | + 39 s           |
| 9.º | Bauke Mollema         | Trek-Segafredo   | + 45 s           |
| 10.º | Roman Kreuziger       | Tinkoff          | + 48 s           |

### Clasificación de la montaña
| Clasificación de la montaña | Clasificación de la montaña | Clasificación de la montaña | Clasificación de la montaña | Clasificación de la montaña |
| Ciclista                    | Ciclista                    | Equipo                      | Puntos                      |                             |
| --------------------------- | --------------------------- | --------------------------- | --------------------------- | --------------------------- |
| 1.º                         | Cesare Benedetti            | Bora-Argon 18               | 11 pts                      |                             |
| 2.º                         | Federico Zurlo              | Lampre-Merida               | 10 pts                      |                             |
| 3.º                         | Valerio Conti               | Lampre-Merida               | 8 pts                       |                             |
| 4.º                         | Zdeněk Štybar               | Etixx-Quick Step            | 6 pts                       |                             |
| 5.º                         | Diego Ulissi                | Lampre-Merida               | 5 pts                       |                             |
| 6.º                         | Andrey Amador               | Movistar Team               | 5 pts                       |                             |
| 7.º                         | Davide Villella             | Cannondale                  | 5 pts                       |                             |
| 8.º                         | Francesco Manuel Bongiorno  | Bardiani CSF                | 4 pts                       |                             |
| 9.º                         | Domenico Pozzovivo          | AG2R La Mondiale            | 3 pts                       |                             |
| 10.º                        | Nélson Filippe Oliveira     | Movistar Team               | 3 pts                       |                             |

### Clasificación de los puntos
| Clasificación por puntos | Clasificación por puntos | Clasificación por puntos | Clasificación por puntos | Clasificación por puntos |
| Ciclista                 | Ciclista                 | Equipo                   | Puntos                   |                          |
| ------------------------ | ------------------------ | ------------------------ | ------------------------ | ------------------------ |
| 1.º                      | Peter Sagan              | Tinkoff                  | 36 pts                   |                          |
| 2.º                      | Greg Van Avermaet        | BMC Racing Team          | 22 pts                   |                          |
| 3.º                      | Zdeněk Štybar            | Etixx-Quick Step         | 20 pts                   |                          |
| 4.º                      | Caleb Ewan               | Orica-GreenEDGE          | 16 pts                   |                          |
| 5.º                      | Fernando Gaviria         | Etixx-Quick Step         | 13 pts                   |                          |
| 6.º                      | Fabian Cancellara        | Trek-Segafredo           | 12 pts                   |                          |
| 7.º                      | Stephen Cummings         | Dimension Data           | 12 pts                   |                          |
| 8.º                      | Ricardo Vilela           | Caja Rural-Seguros RGA   | 11 pts                   |                          |
| 9.º                      | Edvald Boasson Hagen     | Dimension Data           | 11 pts                   |                          |
| 10.º                     | Alejandro Valverde       | Movistar Team            | 11 pts                   |                          |

### Clasificación de los jóvenes
| Clasificación del mejor joven | Clasificación del mejor joven | Clasificación del mejor joven | Clasificación del mejor joven | Clasificación del mejor joven |
| Ciclista                      | Ciclista                      | Equipo                        | Tiempo                        |                               |
| ----------------------------- | ----------------------------- | ----------------------------- | ----------------------------- | ----------------------------- |
| 1.º                           | Bob Jungels                   | Etixx-Quick Step              | 20 h 42 min 45 s              |                               |
| 2.º                           | Adam Yates                    | Orica-GreenEDGE               | + 48 s                        |                               |
| 3.º                           | Natnael Berhane               | Dimension Data                | + 2 min 45 s                  |                               |
| 4.º                           | Jaime Rosón                   | Caja Rural-Seguros RGA        | + 3 min 51 s                  |                               |
| 5.º                           | Patrick Konrad                | Bora-Argon 18                 | + 3 min 52 s                  |                               |
| 6.º                           | Davide Formolo                | Cannondale                    | + 4 min 18 s                  |                               |
| 7.º                           | Jasper Stuyven                | Trek-Segafredo                | + 6 min 56 s                  |                               |
| 8.º                           | Fernando Gaviria              | Etixx-Quick Step              | + 7 min 39 s                  |                               |
| 9.º                           | Tiesj Benoot                  | Lotto-Soudal                  | + 8 min 55 s                  |                               |
| 10.º                          | Emanuel Buchmann              | Bora-Argon 18                 | + 10 min 38 s                 |                               |

### Clasificación por equipos
| Clasificación por equipos | Clasificación por equipos | Clasificación por equipos | Clasificación por equipos |
| Equipo                    | Equipo                    | Tiempo                    |                           |
| ------------------------- | ------------------------- | ------------------------- | ------------------------- |
| 1.º                       | Etixx-Quick Step          | 61 h 19 min 51 s          |                           |
| 2.º                       | Movistar Team             | + 21 s                    |                           |
| 3.º                       | Sky                       | + 38 s                    |                           |
| 4.º                       | Astana                    | + 59 s                    |                           |
| 5.º                       | BMC Racing Team           | + 1 min 52 s              |                           |
| 6.º                       | AG2R La Mondiale          | + 2 min 23 s              |                           |
| 7.º                       | Tinkoff                   | + 3 min 03 s              |                           |
| 8.º                       | Dimension Data            | + 3 min 27 s              |                           |
| 9.º                       | Lotto-Soudal              | + 4 min 35 s              |                           |
| 10.º                      | Cannondale                | + 4 min 36 s              |                           |

## Evolución de las clasificaciones
| Etapa (Vencedor)                    | Clasificación general | Clasificación de la montaña | Clasificación por puntos | Clasificación de los jóvenes | Clasificación por equipos |
| ----------------------------------- | --------------------- | --------------------------- | ------------------------ | ---------------------------- | ------------------------- |
| 1.ª etapa (CRE) (BMC Racing)        | Daniel Oss            | no se entregó               | no se entregó.           | Yves Lampaert                | BMC Racing                |
| 2.ª etapa (Zdeněk Štybar)           | Zdeněk Štybar         | Zdeněk Štybar               | Zdeněk Štybar            | Bob Jungels                  | BMC Racing                |
| 3.ª etapa (Fernando Gaviria)        | Zdeněk Štybar         | Zdeněk Štybar               | Peter Sagan              | Bob Jungels                  | BMC Racing                |
| 4.ª etapa (Stephen Cummings)        | Zdeněk Štybar         | Cesare Benedetti            | Peter Sagan              | Bob Jungels                  | BMC Racing                |
| 5.ª etapa (etapa cancelada)         | Zdeněk Štybar         | Cesare Benedetti            | Peter Sagan              | Bob Jungels                  | BMC Racing                |
| 6.ª etapa (Greg Van Avermaet)       | Greg Van Avermaet     | Cesare Benedetti            | Peter Sagan              | Bob Jungels                  | Etixx-Quick Step          |
| 7.ª etapa (CRI) (Fabian Cancellara) | Greg Van Avermaet     | Cesare Benedetti            | Peter Sagan              | Bob Jungels                  | Etixx-Quick Step          |
| Final                               | Greg Van Avermaet     | Cesare Benedetti            | Peter Sagan              | Bob Jungels                  | Etixx-Quick Step          |

## UCI World Tour
La Tirreno-Adriático otorga puntos para el UCI WorldTour 2016, para corredores de equipos en las categorías UCI ProTeam, Profesional Continental y Equipos Continentales. Las siguientes tablas son el baremo de puntuación y los corredores que obtuvieron puntos:
| Posición              | 1.ª | 2.ª | 3.ª | 4.ª | 5.ª | 6.ª | 7.ª | 8.ª | 9.ª | 10.ª |
| Clasificación general | 100 | 80  | 70  | 60  | 50  | 40  | 30  | 20  | 10  | 4    |
| Por etapa             | 6   | 4   | 2   | 1   | 1   |     |     |     |     |      |

| Clasificación | Clasificación         | Clasificación    | Clasificación | Clasificación | Clasificación |
| Posición      | Ciclista              | Equipo           | General       | Etapa         | Total         |
| ------------- | --------------------- | ---------------- | ------------- | ------------- | ------------- |
| 1.º           | Greg Van Avermaet     | BMC Racing       | 100           | 6             | 106           |
| 2.º           | Peter Sagan           | Tinkoff          | 80            | 9             | 89            |
| 3.º           | Bob Jungels           | Etixx-Quick Step | 70            | -             | 70            |
| 4.º           | Sébastien Reichenbach | FDJ              | 60            | -             | 60            |
| 5.º           | Thibaut Pinot         | FDJ              | 50            | -             | 50            |
| 6.º           | Vincenzo Nibali       | Astana           | 40            | -             | 40            |
| 7.º           | Zdeněk Štybar         | Etixx-Quick Step | 30            | 7             | 37            |
| 8.º           | Michał Kwiatkowski    | Team Sky         | 20            | 2             | 22            |
| 9.º           | Bauke Mollema         | Trek-Segafredo   | 10            | -             | 10            |
| 10.º          | Roman Kreuziger       | Tinkoff          | 4             | -             | 4             |

Además, también otorgó puntos para el UCI World Ranking (clasificación global de todas las carreras internacionales).
| Posición              | 1.º | 2.º | 3.º | 4.º | 5.º | 6.º | 7.º | 8.º | 9.º | 10.º |
| Clasificación general | 500 | 400 | 325 | 275 | 225 | 175 | 150 | 125 | 100 | 85   |
| Por etapa             | 60  | 25  | 10  |     |     |     |     |     |     |      |
| Líder                 | 10  |     |     |     |     |     |     |     |     |      |

| Clasificación | Clasificación         | Clasificación    | Clasificación | Clasificación | Clasificación | Clasificación |
| Posición      | Ciclista              | Equipo           | General       | Etapa         | Líder         | Total         |
| ------------- | --------------------- | ---------------- | ------------- | ------------- | ------------- | ------------- |
| 1.º           | Greg Van Avermaet     | BMC Racing       | 500           | 60            | 10            | 570           |
| 2.º           | Peter Sagan           | Tinkoff          | 400           | 50            | -             | 450           |
| 3.º           | Bob Jungels           | Etixx-Quick Step | 325           | -             | -             | 325           |
| 4.º           | Sébastien Reichenbach | FDJ              | 275           | -             | -             | 275           |
| 5.º           | Zdeněk Štybar         | Etixx-Quick Step | 150           | 60            | 30            | 240           |
| 6.º           | Thibaut Pinot         | FDJ              | 225           | -             | -             | 225           |
| 7.º           | Vincenzo Nibali       | Astana           | 175           | -             | -             | 175           |
| 8.º           | Michał Kwiatkowski    | Team Sky         | 125           | -             | 10            | 135           |
| 9.º           | Bauke Mollema         | Trek-Segafredo   | 100           | -             | -             | 100           |
| 10.º          | Roman Kreuziger       | Tinkoff          | 85            | -             | -             | 85            |